# Trościaniec (rejon tarnopolski)
Trościaniec – wieś na Ukrainie w rejonie tarnopolskim (do 2020 brzeżańskim) należącym do obwodu tarnopolskiego.
Przed 1939 r. miejscowość wchodziła w skład gminy Potutory w powiecie brzeżańskim województwa tarnopolskiego. W 1931 r. liczyła 349 zagród i 1261 mieszkańców, wśród których zdecydowani przeważali Polacy. 
W latach 1939–1944 nacjonaliści ukraińscy z OUN - UPA zabili w miejscowości kilkudziesięciu Polaków.